# The World We Live In and Live in Hamburg
The World We Live In and Live in Hamburg este primul album video lansat de trupa britanică Depeche Mode. Contine doar piese cântate live în cadrul concertului susținut în data de 9 decembrie 1984 la Hamburg, în Germania. A fost lansat în anul următor, 1985. Titlul vine de la versurile melodiei "Somebody".
Până acum nu a fost lansat pe DVD. Cea mai bună calitate este reprezentată doar pe varianta de pe LD (Laser Disc). Variantele complete sunt cele britanice sau japoneze. Dat fiind faptul că aparate care să citească LD se găsesc acum foarte rar, iar tehnologia BETAMAX este deja depășită, cel mai convenabil raport între calitate și conținut este reprezentat de edițiile britanice pe casete video VHS.

## Ediții și conținut

### Ediții originale
Ediții comerciale în Marea Britanie
- cat.# VVD 063 (album video pe casetă VHS, lansat de Virgin Video)
- cat.# VVD 063 (album video pe casetă BETAMAX, lansat de Virgin Video)
- cat.# MF 021 (album video pe casetă VHS, lansat de Mute Films), lansat în 1999, reeditare

Ediții comerciale în Japonia
- cat.# VBM-81 (album video pe casetă BETAMAX, lansat de Virgin Video)
- cat.# SM068-3005 (album video pe Laser Disc, lansat de Virgin Video)

1. "Something To Do" (video - live in Hamburg, 1984)
2. "Two Minute Warning" (video - live in Hamburg, 1984)
3. "If You Want" (video - live in Hamburg, 1984)
4. "People Are People" (video - live in Hamburg, 1984)
5. "Leave In Silence" (video - live in Hamburg, 1984)
6. "New Life" (video - live in Hamburg, 1984)
7. "Shame" (video - live in Hamburg, 1984)
8. "Somebody" (video - live in Hamburg, 1984)
9. "Lie To Me" (video - live in Hamburg, 1984)
10. "Blasphemous Rumours" (video - live in Hamburg, 1984)
11. "Told You So" (video - live in Hamburg, 1984)
12. "Master And Servant" (video - live in Hamburg, 1984)
13. "Photographic" (video - live in Hamburg, 1984)
14. "Everything Counts" (video - live in Hamburg, 1984)
15. "See You" (video - live in Hamburg, 1984)
16. "Shout!" (video - live in Hamburg, 1984)
17. "Just Can't Get Enough" (video - live in Hamburg, 1984)

Ediții comerciale în SUA
- cat.# 38107-3 (album video pe casetă VHS, lansat de Sire)
- cat.# 38107-6 (album video pe Laser Disc, lansat de Sire)

1. "Something To Do" (video - live in Hamburg, 1984)
2. "If You Want" (video - live in Hamburg, 1984)
3. "People Are People" (video - live in Hamburg, 1984)
4. "Somebody" (video - live in Hamburg, 1984)
5. "Lie To Me" (video - live in Hamburg, 1984)
6. "Blasphemous Rumours" (video - live in Hamburg, 1984)
7. "Told You So" (video - live in Hamburg, 1984)
8. "Master And Servant" (video - live in Hamburg, 1984)
9. "Photographic" (video - live in Hamburg, 1984)
10. "Everything Counts" (video - live in Hamburg, 1984)
11. "Just Can't Get Enough" (video - live in Hamburg, 1984)